# Bilawal Bhutto
Bilawal Bhutto Zardari en (urdú: مسٹر بھٹو زرداری; n. en Karachi; 21 de septiembre de 1988) es un político pakistaní, que se desempeñó como ministro de Relaciones Exteriores de Pakistán de 2022 a 2023 y actual líder del Partido Popular de Pakistán (PPP) luego del asesinato de su madre, Benazir Bhutto. El cargo estaba predestinado a su padre Asif Ali Zardari, pero él decidió dárselo a su hijo.
Desde agosto de 2018, es miembro de la Asamblea Nacional de Pakistán.

## Carrera
Miembro de la aristocrática e ilustre familia Bhutto, Bilawal asistió a la Escuela para chicos Rashid de Dubái, donde fue vicepresidente del consejo de estudiantes. Posteriormente estudió en el Christ Church, de Oxford, de donde se graduó en 2012. También practica taekwondo.
En el 2007 fue nombrado Presidente del Partido Popular de Pakistán, tras la muerte de su madre.

"Le doy gracias a la CCE (Comisión Central de Elecciones) por darme su confianza como líder del Partido Popular de Pakistán. Como todos los líderes del PPP, seré símbolo de la federación. La larga e histórica pelea de mi partido por la democracia continuará con vigor renovado y estoy comprometido con la estabilidad de la federación. Mi madre siempre dijo que la democracia es la mejor revancha".
Bilawal Bhutto